# Borensberg
Borensberg – miejscowość (tätort) w Szwecji, w regionie administracyjnym (län) Östergötland (gmina Motala).
Miejscowość jest położona w prowincji historycznej (landskap) Östergötland nad jeziorem Boren, ok. 25 km na północny zachód od Linköping przy drodze krajowej nr 34 (Riksväg 34; Ålem – Linköping – Motala). Przez Borensberg przepływają rzeka Motala ström oraz Kanał Gotyjski (Göta kanal).
Do początku XX w. Borensberg nosiło nazwę Husbyfjöl.
W 2010 r. Borensberg liczyło 2886 mieszkańców.